# Fractie van de Burgerlijk-Democratische Partij in de Bondsvergadering
De Fractie van de Burgerlijk-Democratische Partij in de Bondsvergadering (Duits: Fraktion der Bürgerlich-Demokratische Partei der Bundesversammlung (BD), Frans: Groupe du bourgeois démocratique Parti l'Assemblée fédérale (BD), Italiaans: Gruppo del borghese democratico partito l'Assemblea federale (BD)), is een centrumrechtse en burgerlijk-conservatief-liberale fractie in de Zwitserse Bondsvergadering.
De Fractie van de Burgerlijk-Democratische Partij is in 2008 - naar aanleiding van de oprichting van de BDP - opgericht.

## Fractie
De Fractie van de Burgerlijk-Democratische Partij bestaat maar uit één partij: de Burgerlijk-Democratische Partij (BDP/PBD/PBD/PBD) die op 1 november 2008 werd opgericht als gematigde afsplitsing van de Zwitserse Volkspartij.
De fractie telt 6 leden in de Bondsvergadering.

## Positionering
De Fractie van de Burgerlijk-Democratische Partij is centrumrechts en conservatief/conservatief-liberaal.

## Fractieleiding
De fractiepresident is Brigitta Gadient (GB/NR). Vicepresident van de fractie is Ursula Haller (BE/NR).

## Zetelverdeling
| Partij                          | Nationale Raad | Kantonsraad |
| ------------------------------- | -------------- | ----------- |
| Burgerlijk-Democratische Partij | 5              | 1           |
| Totaal                          | 5              | 1           |